# Déri Károly
Déri Károly, Deutsch (1910–1997) válogatott labdarúgó, csatár, balszélső, balösszekötő. A sportsajtóban Deutsch II néven is ismert volt.

## Pályafutása

### Klubcsapatban
A Törekvés labdarúgójaként robbant be az élvonalba és lett válogatott játékos. 1932 és 1935 között az Újpest csapatában játszott, és két bajnoki címet is szerzett a csapattal, de mindössze csak 13 bajnoki mérkőzésen lépett pályára és két gólt szerzett. Ezt követően a Kispest együtteséhez igazolt, ahol újra magára talált és 1939-ben ismét válogatott is lett. Alacsony, jól cselező, robbanékony játékos volt, aki hatalmas munkabírásával és erőteljes lövéseivel hívta fel magára a figyelmet.

### A válogatottban
1932 és 1939 között öt alkalommal szerepelt a magyar labdarúgó-válogatottban és három gólt szerzett.

## Sikerei, díjai
- Magyar bajnokság
  - bajnok: 1932–33, 1934–35
  - 2.: 1933–34
- Magyar kupa
  - döntős: 1933

## Statisztika

### Mérkőzései a válogatottban
| Magyarország | Magyarország       | Magyarország                    | Magyarország | Magyarország | Magyarország | Magyarország | Magyarország | Magyarország |
| #            | Dátum              | Helyszín                        | Hazai        | Eredmény     | Vendég       | Kiírás       | Gólok        | Esemény      |
| ------------ | ------------------ | ------------------------------- | ------------ | ------------ | ------------ | ------------ | ------------ | ------------ |
| 1.           | 1932. október 2.   | Budapest, Üllői úti pálya       | Magyarország | 2 – 3        | Ausztria     | barátságos   | 1            | 47'          |
| 2.           | 1932. október 30.  | Budapest, Hungária körúti pálya | Magyarország | 2 – 1        | Németország  | barátságos   | 1            | 11'          |
| 3.           | 1932. november 27. | Milánó, San Siro Stadion        | Olaszország  | 4 – 2        | Magyarország | barátságos   | -            |              |
| 4.           | 1933. január 29.   | Lisszabon                       | Portugália   | 1 – 0        | Magyarország | barátságos   | -            | 46'          |
| 5.           | 1939. április 2.   | Zürich, Hardturm-stadion        | Svájc        | 3 – 1        | Magyarország | barátságos   | 1            | 54'          |
|              | Összesen           |                                 |              | 5            | mérkőzés     |              | 3            | gól          |